# 朱宗宏
朱宗宏（1960年代—），男，中国宇宙学家，曾任北京师范大学天文系系主任、教授，中国天文学会常务理事，现任武汉大学教授。